# Akhlidin Israilov
Akhletdin Choukourovitch Israïlov, abrégé Akhletdin Israïlov (russe : Ахлидин Исраилов), né le 16 septembre 1994 à Kara-Suu, est un footballeur international kirghiz. Il évolue au poste de milieu offensif.

## Carrière

### En équipe nationale
Akhletdin Israïlov honore sa première sélection le 15 octobre 2013 lors d'un match amical contre le Tadjikistan. Lors de ce match, il inscrit son premier but en sélection, pour une victoire sur le score de 1-4. Il marque son deuxième but le 16 mai 2014, contre le Koweït en amical (match nul 2-2).
Le 7 janvier 2019, en ouvrant le score contre la Chine lors de la Coupe d'Asie 2019, il devient le premier footballeur kirghiz à inscrire un but dans une (phase finale de) compétition internationale.

## Statistiques
| Saison                | Club                  | Championnat           | Championnat | Championnat | Coupe(s) nationale(s) | Coupe(s) nationale(s) | Kirghizistan | Kirghizistan | Total | Total |
| Saison                | Club                  | Division              | M.          | B.          | M.                    | B.                    | M.           | B.           | M.    | B.    |
| 2012-2013             | Dynamo Kiev rés.      | Persha Liha           | 17          | 4           | -                     | -                     | -            | -            | 17    | 4     |
| 2013-2014             | Dynamo Kiev rés.      | Persha Liha           | 10          | 1           | -                     | -                     | 7            | 2            | 17    | 3     |
| 2014-2015             | Dynamo Kiev rés.      | Persha Liha           | 25          | 3           | -                     | -                     | 2            | 0            | 27    | 3     |
| 2015-2016             | Dynamo Kiev rés.      | Persha Liha           | 23          | 4           | -                     | -                     | 1            | 0            | 24    | 4     |
| Sous-total            | Sous-total            | Sous-total            | 75          | 12          | -                     | -                     | 10           | 2            | 85    | 14    |
| 2016-2017             | Cherkaskyi Dnipro     | Persha Liha           | 7           | 1           | 1                     | 1                     | 2            | 0            | 10    | 2     |
| Sous-total            | Sous-total            | Sous-total            | 7           | 1           | 1                     | 1                     | 2            | 0            | 10    | 2     |
| Total sur la carrière | Total sur la carrière | Total sur la carrière | 82          | 13          | 1                     | 1                     | 12           | 2            | 95    | 16    |